# Thailocyba elbeli
Thailocyba elbeli är en insektsart som beskrevs av Mahmood 1967. Thailocyba elbeli ingår i släktet Thailocyba och familjen dvärgstritar.
Artens utbredningsområde är Thailand. Inga underarter finns listade i Catalogue of Life.